# Rádio Planalto
Rádio Planalto foi uma emissora de rádio brasileira sediada em Brasília, Distrito Federal. Operava no dial AM, na frequência 890 kHz, e pertencia aos Diários Associados. Inaugurada em 1963, encabeçou a Rede Clube Brasil como Rádio Clube de Brasília (nomenclatura entre 2008 e 2012), e antes de sua extinção, também foi parceira da Super Rádio Tupi do Rio de Janeiro. A emissora saiu do ar por problemas financeiros em 2018.

## História
Em 9 de setembro de 1963, os Diários Associados fundaram a Rádio Planalto, na recém-nascida capital do Brasil. Inicialmente, sua sede estava instalada no 2º andar do Edifício Carioca, no Setor Comercial Sul (SCS). Posteriormente, transferiu-se para o Setor de Rádio e Televisão Sul (SRTVS), na Avenida W3. Depois, para o prédio da co-irmã TV Brasília, e por fim, estabeleceu-se, em definitivo, no Setor de Indústrias Gráficas, na sede dos Diários Associados em Brasília. Em 16 de julho de 2008, passou a se chamar Rádio Clube, e passou a compor a Rede Clube Brasil, sendo a cabeça-de-rede. A festa de lançamento da rádio contou com a presença do cantor Amado Batista.
Em 2 de janeiro de 2012, justificando uma tendência no mercado radiofônico, os Diários Associados extinguiram a programação da Rádio Clube, e os 890 kHz passaram a repetir a programação da Clube FM, o que resultou também na extinção da rede de rádios do grupo. Após 4 anos, em 30 de junho de 2016, o grupo anunciou a volta da emissora, que reestreou sua programação em 4 de julho, voltando a se chamar Rádio Planalto.
Desde 11 de novembro de 2017, passou a ter sua programação retransmitida na Rádio Clube de Fortaleza, Ceará, substituindo a retransmissão da Clube FM. Em 1.º de fevereiro de 2018, por conta de problemas financeiros, a emissora extinguiu vários programas e demitiu vários profissionais, e passou a retransmitir quase integralmente a programação da Super Rádio Tupi do Rio de Janeiro, antes veiculada apenas durante as madrugadas. No entanto, isso não foi suficiente para resolver os problemas da emissora, e em 1.º de setembro, a Rádio Planalto saiu do ar por tempo indeterminado.